# 重み付き文脈自由文法
重み付き文脈自由文法（おもみつきぶんみゃくじゆうぶんぽう、英: Weighted context-free grammar、WCFG）とは、文脈自由文法の一種であり、各生成規則に数値的重み付けがなされているものである。WCFGにおける構文木の重さは、その木の親ノードの生成に使われた生成規則の重さに、その子となっている部分木の重さを加えたもので表される。WCFGは確率文脈自由文法における確率（の対数値）を、重みに一般化したものである。
確率的文脈自由文法と同様、CYK法の拡張版をつかって、与えられた文のうち最も重みが重い（軽い）ものを、最適な構文解釈とみなす使用法が一般的である。